# لواحم الشكل
لواحم الشكل (الاسم العلمي: Carnivoraformes)، وهي فرع حيوي من الثدييات المشيمية وتشمل اللواحم وأقرب أقاربها المنقرضة. تطورت هذه المجموعة خلال الباليوسيني المبكر، مباشرة بعد انقراض العصر الطباشيري الباليوجيني، وهو الانقراض الذي أدى إلى اختفاء الديناصورات غير الطيرية.